# Karabin maszynowy Uirapuru
Uirapuru – brazylijski uniwersalny karabin maszynowy.

## Historia
W latach 60. XX wieku przyjęto do uzbrojenia armii brazylijskiej belgijski ukm FN MAG. W kilka lat później podjęto prace nad brazylijską bronią tej klasy. W efekcie w październiku 1969 roku w Instituto Militar de Engenharia (Wojskowy Instytut Techniczny) zespół konstrukcyjny w skład którego wchodzili płk Alcides Nasario Guerrerio Brito, Olympio Vieira de Mello i Nelmo Suzano zbudował trzy prototypy karabinu maszynowego nazywanego nieoficjalnie Maria Bonita. Był to ukm działający na zasadzie odprowadzania gazów prochowych przez boczny otwór lufy.
Badania wykazały, że nowa konstrukcja ma kilka poważnych wad. Do najważniejszych należał spadek szybkostrzelności obserwowany po wystrzeleniu ok. 300 pocisków (wywoływały go zacięcia w układzie wyciąg-wyrzutnik) oraz niedostateczne zbijanie spłonek skutkujące częstymi zacięciami. W 1972 roku w projekt zaangażował się także zespół konstruktorów jednego z brazylijskich koncernów zbrojeniowych, ale także on nie zdołał usunąć wad broni. Dopiero w 1976 roku Olympi Vieira de Mello przedstawił prototyp gruntownie przeprojektowanego ukm pozbawiony wcześniejszych wad.
Opracowaniem dokumentacji technologicznej nowego ukm-u zajął się Instituto de Pesquisa e Desenvolvimento (Instytut Badawczo-Rozwojowy). W grudniu 1977 roku podpisał on z firmą Makanika Industria e Comercia Ltda umowę na wykonanie dwóch prototypowych egzemplarzy broni. Nowy ukm otrzymał nazwę Uirapuru (nazwa ptaka żyjącego w brazylijskiej dżungli).
Po badaniach na początku lat 80. XX wieku Mekanika rozpoczęła produkcję Uirapuru na potrzeby brazylijskiej armii. Jednak pomimo początkowych planów Uirapuru nie zastąpił całkowicie ukm MAG i obecnie oba te karabiny maszynowe są używane równolegle.
Poza wersją ukm, Uirapuru produkowany jest także w wersji czołgowego karabinu maszynowego. Broń w tej wersji jest pozbawiona kolby, wyposażoną ją za to w elektrospust.

## Opis konstrukcji
Uniwersalny karabin maszynowy Uirapuru jest zespołową bronią samoczynną. Zasada działania oparta na odprowadzaniu gazów prochowych przez boczny otwór w lufie. Ryglowanie ryglem wahliwym. Mechanizm spustowy umożliwia tylko ogień ciągły. Zasilanie taśmowe (standardowa taśma rozsypna NATO). Karabin posiada lufę szybkowymienną, zakończoną urządzeniem wylotowym pełniącym rolę tłumika płomieni i hamulca wylotowego. Przyrządy celownicze składają się z muszki umieszczonej na przedniej części komory zamkowej (muszka regulowana z możliwością wprowadzania poprawek na wiatr) i nastawnego celownika o nastawach 200–600 i 800–1400 m.